# Боскин, Майкл
Майкл Джей Боскин (англ. Michael Jay Boskin; род. 23 сентября 1945) — американский экономист.
Бакалавр (1967), магистр (1968) и доктор философии (1971) Калифорнийского университета (Беркли). С 1971 года преподает в Стэнфордском университете (профессор с 1978 года). Сотрудник Гуверовского института. Председатель Совета экономических консультантов (1989-1993) при президенте США. Лауреат премии Адама Смита (1998). Президент Международного атлантического экономического общества (2003—2004).

## Основные произведения
- «Слишком много обещаний: неопределенное будущее социальной защиты» (Too Many Promises: The Uncertain Future of Social Security, 1986);
- «Социальная защита и американская семья» (Social Security and the American Family, 1987).